# غشای پلکی

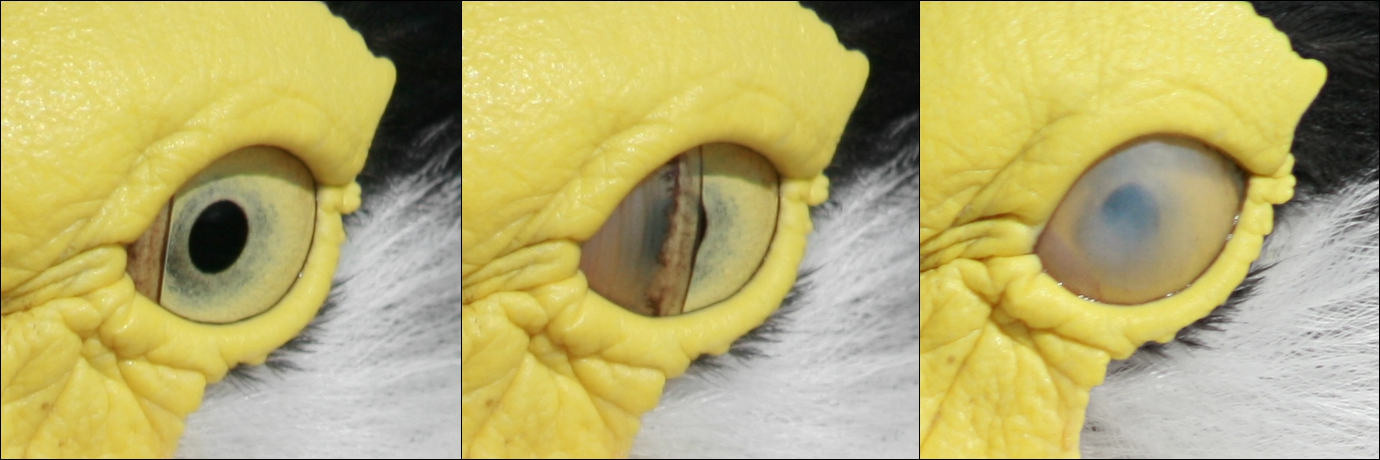
غشای پلکی یک خروس‌کلی نقاب‌دار در حالی که روی چشم چپ بسته می‌شود و از گوشهٔ چشم منشا می‌گیرد.

غشای پلکی (به انگلیسی: Nictitating membrane) یا پلک سوم (به انگلیسی: Third eyelid) (از واژهٔ لاتین nictare، به معنی پلک‌زدن) یک پلک سوم شفاف یا نیمه‌شفاف است که در برخی از جانوران وجود دارد و می‌تواند از گوشهٔ چشم تا سراسر چشم گسترش یابد تا ضمن حفظ بینایی، از چشم حفاظت کرده و آن‌را مرطوب کند. تمامی قورباغه‌ها (دوزیستان بی‌دم) و برخی از خزندگان، پرندگان و کوسه‌ها دارای غشای پلکی کامل هستند. در بسیاری از پستانداران، بخش کوچکی از غشای پلکی به‌عنوان بازمانده‌های ژنتیکی در گوشهٔ چشم باقی می‌ماند. بعضی از پستانداران، مانند گربه، شتر، خرس‌های قطبی، فک‌ها و موریانه‌خوارها، دارای غشای پلکی کامل  هستند.

## ویژگی‌ها
غشای پلکی یک پلک سوم شفاف یا نیمه‌شفاف است که در برخی از جانوران وجود دارد و می‌توان آن را برای حمایت و مرطوب کردن آن در حین نگهداری بینایی چشم در سراسر چشم کشید. این اصطلاح از کلمه لاتین nictare به معنای پلک‌زدن گرفته شده‌است. اغلب با نام پلک سوم (یا haw) نامیده می‌شود. همچنین، ممکن است در اصطلاحات علمی به عنوان پلک semilunaris, membrana nictitans یا palpebra tertia اشاره شود. برخلاف پلک بالا و پایین، غشای پلکی به‌صورت افقی در سراسر کرهٔ چشم حرکت می‌کند.

## کارکرد
در هنگام حمله به طعمه، مانند کوسه‌ها، می‌توان از غشای پلکی برای حفاظت از چشم استفاده کرد.
همچنین می‌تواند از چشم در برابر اشعه فرابنفش محافظت کند، مانند نقشی که در خرس‌های قطبی برای جلوگیری از برف‌کوری دارد.
غشاهای تابنده در گربه‌ها و سگ‌ها فیبرهای عضلانی زیادی ندارند، بنابراین معمولاً قابل مشاهده نیستند. دید مزمن باید به عنوان نشانه‌ای از وضعیت نامناسب یا بیماری در نظر گرفته شود. با این حال، هنگامی که به آرامی چشم جانور سالم را در خواب باز می‌کنید، یا با فشار دادن به کره چشم یا فشار دادن به کره چشم، که باعث ظاهر شدن آن می‌شود، می‌توان غشاء را به وضوح دید. در برخی از نژادهای سگ، غشای پلکی می‌تواند مستعد فروافتادگی غده پلک سوم باشد و در نتیجه بیماری به نام چشم گیلاسی ایجاد شود.

## نگارخانه

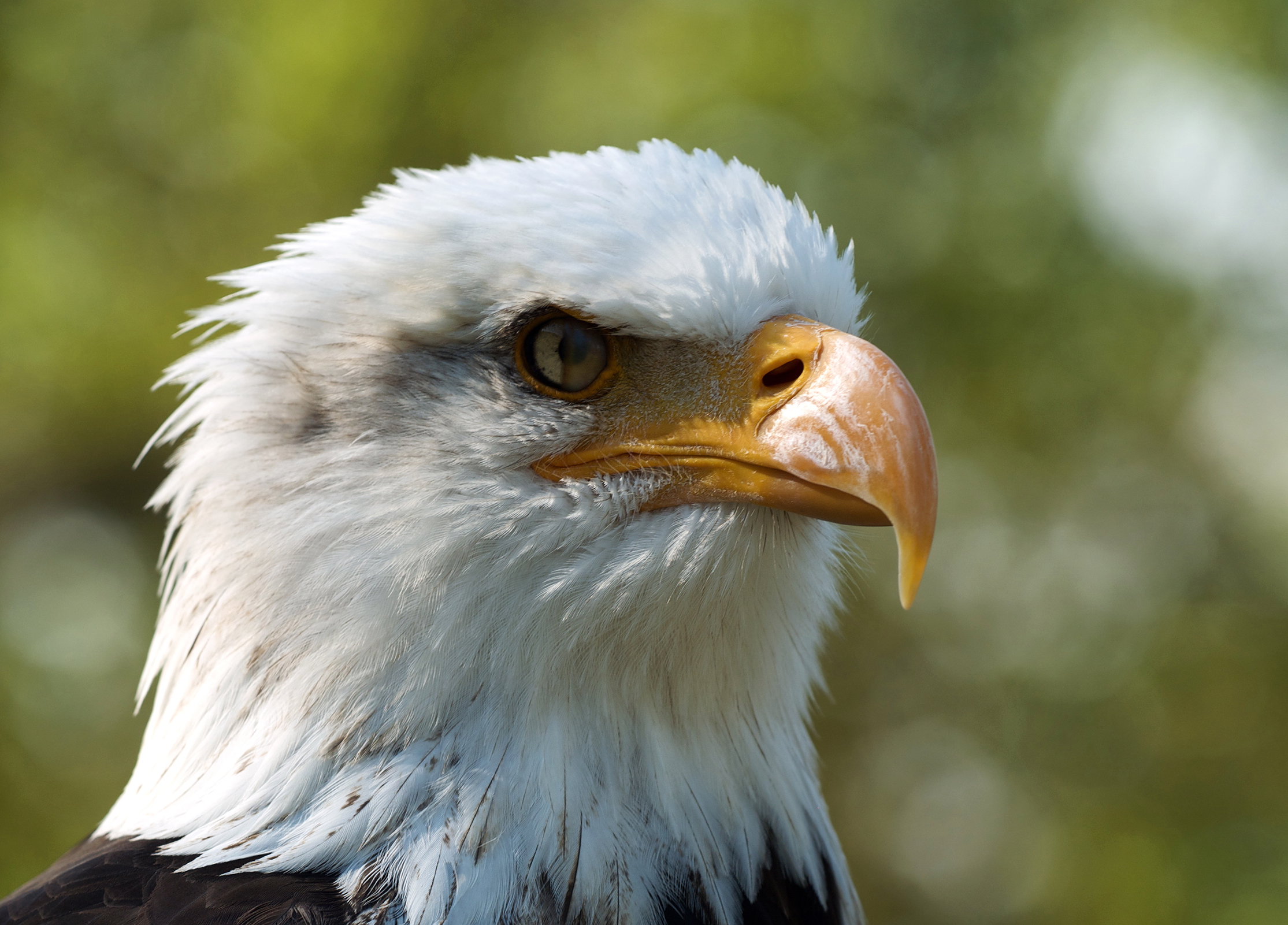
غشای پلک سوم (وسط چشمک‌زدن) عقاب سرسفید
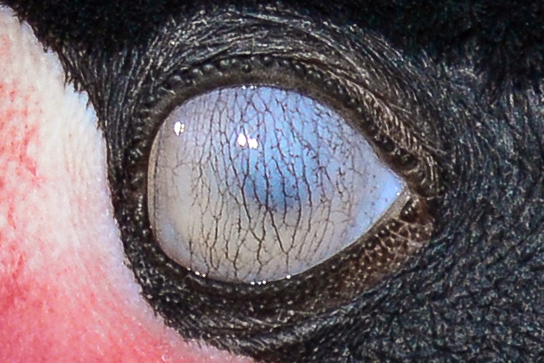
غشای پلکی (کاملا بسته) درنای تاجدار سیاه، چشم راست
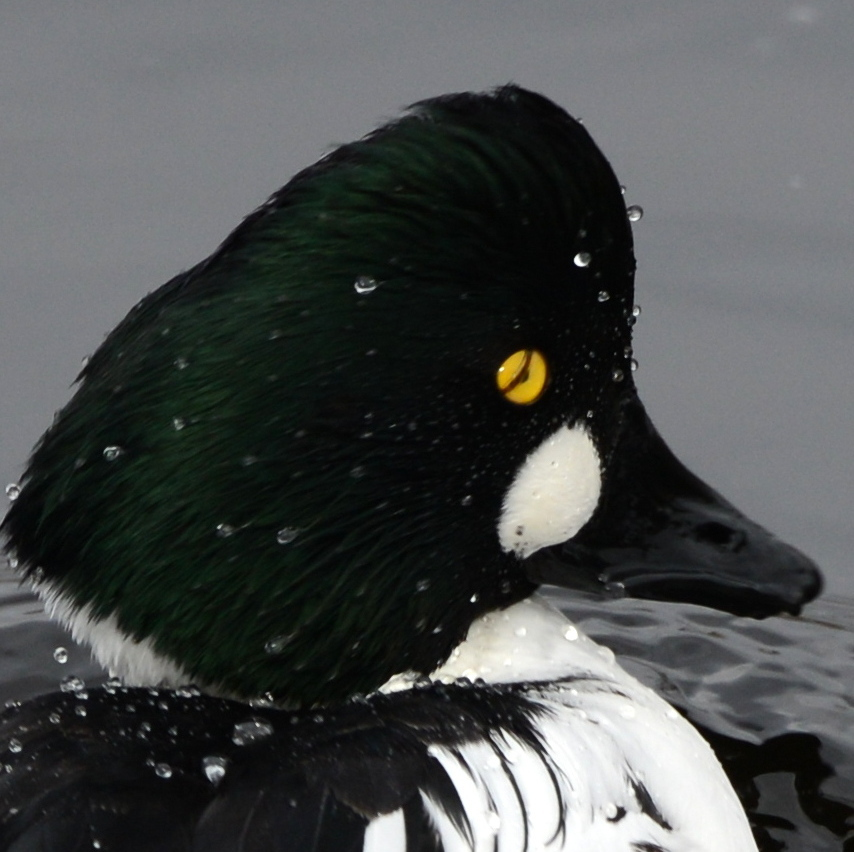
اردک چشم‌طلایی معمولی که ویژگی غشای پلک سوم شفاف جانوران شیرجه‌رو را نشان می‌دهد
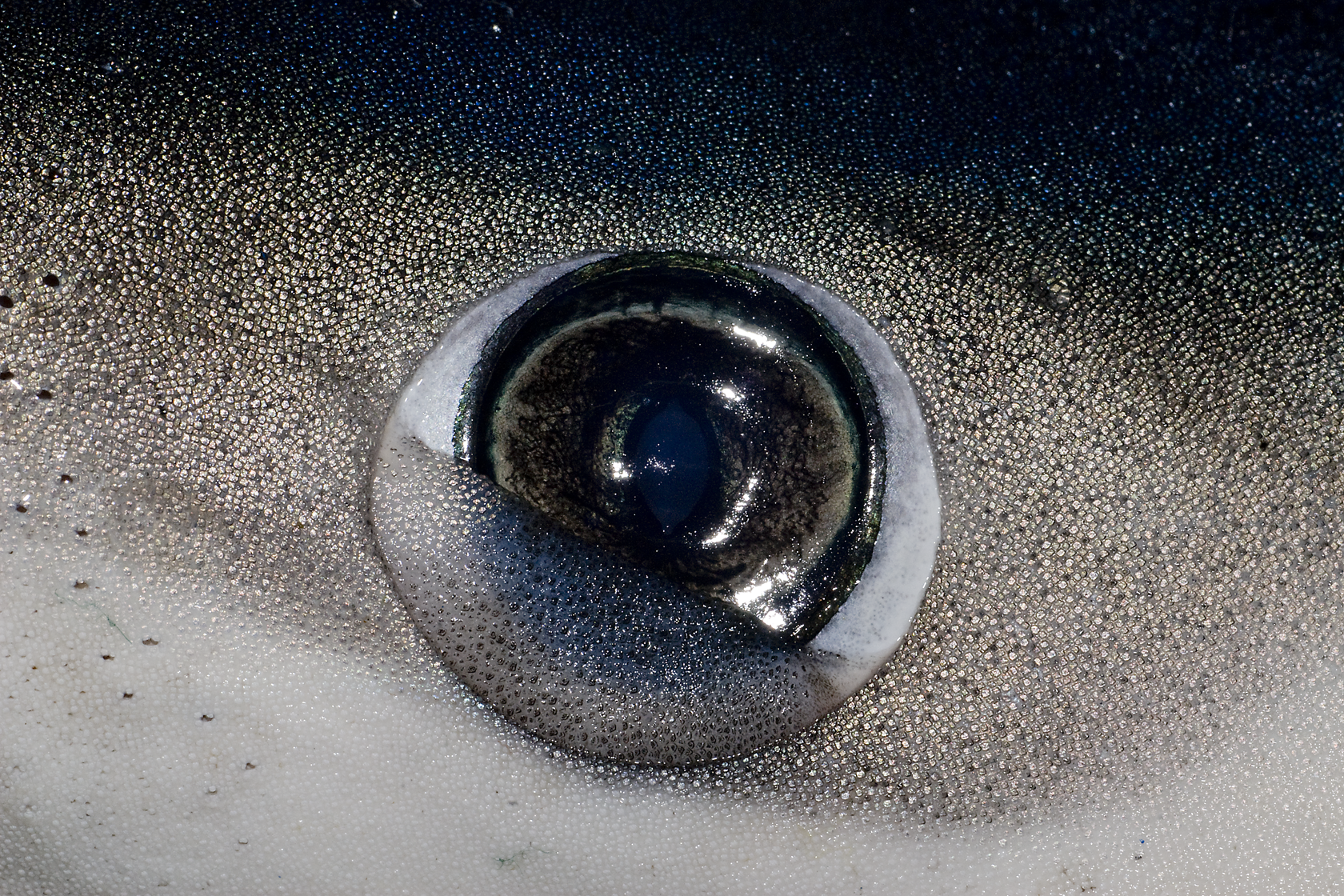
غشای پلک سوم در یک کوسه آبی
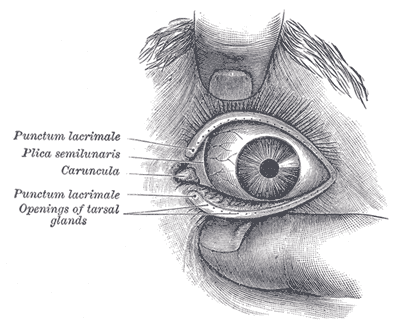
plica semilunaris ملتحمه یک بخش باقیمانده از یک غشای تحریک‌کننده در انسان است.
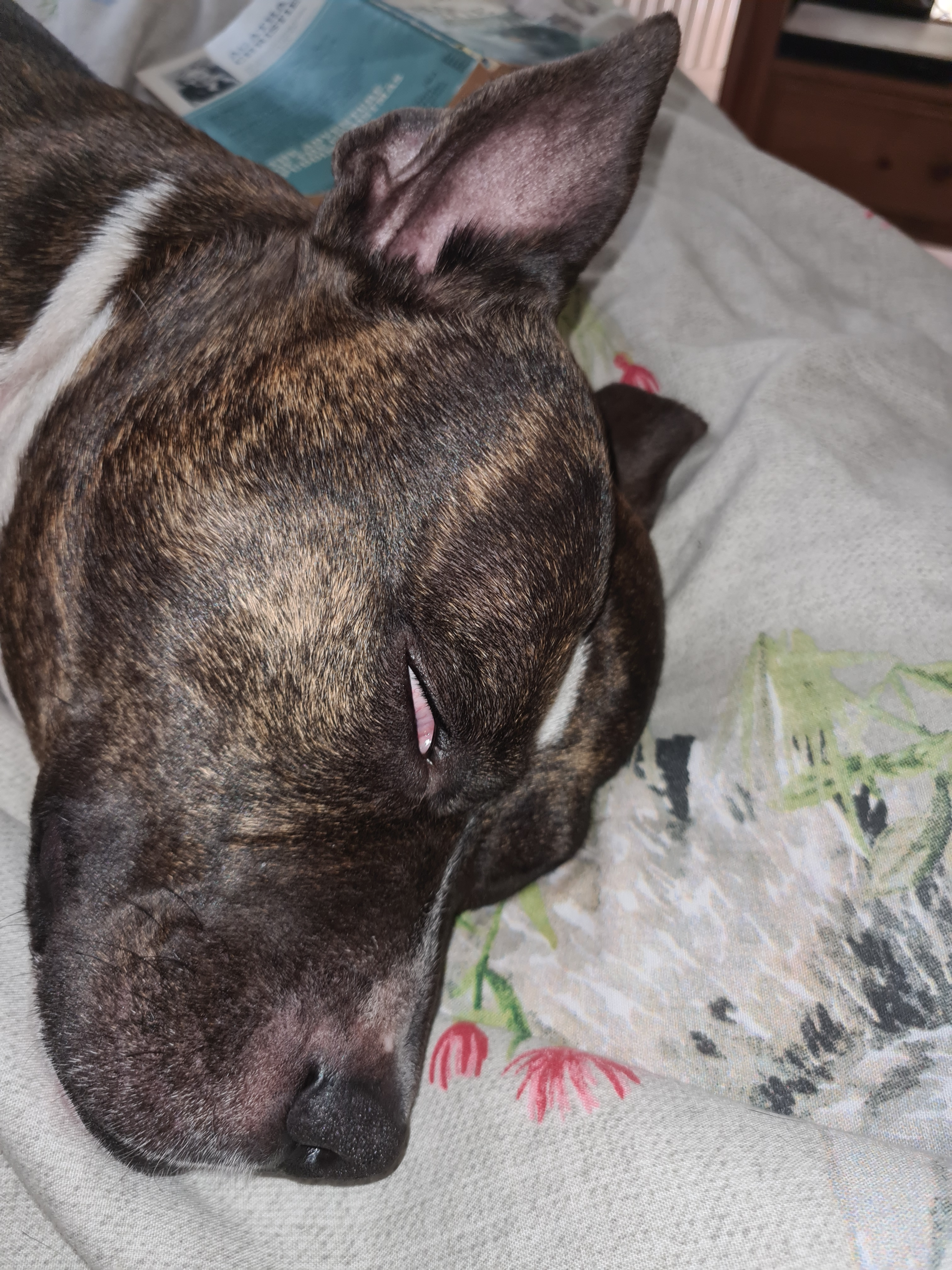
پلک سوم یک سگ خانگی